# Austin St. John

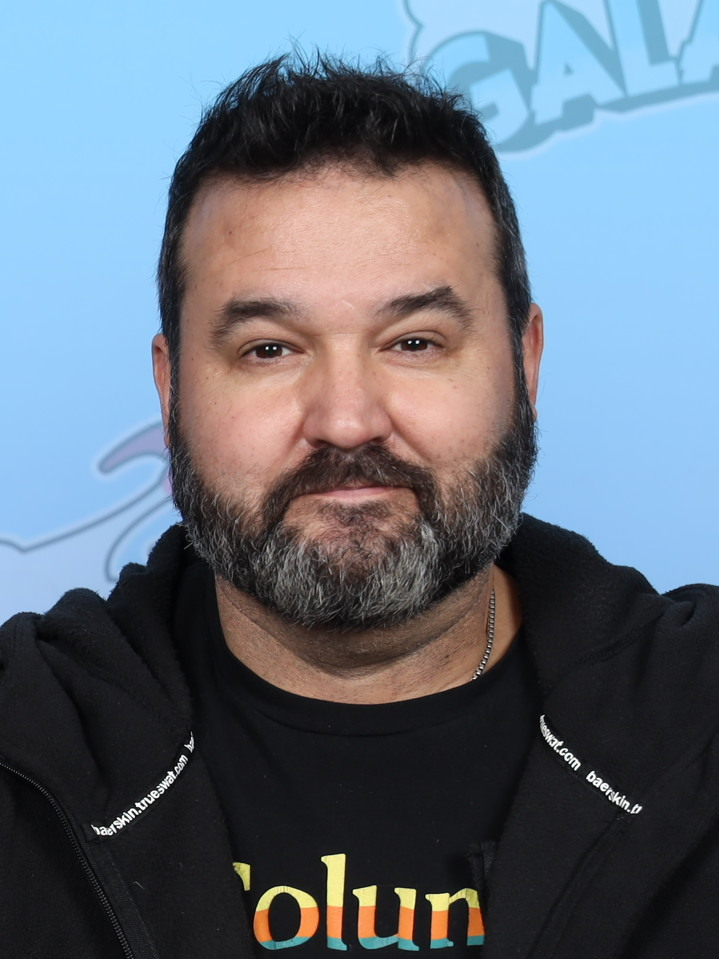
Austin St. John (2023)

Austin St. John (* 17. September 1974 in Roswell, New Mexico, als Jason Geiger) ist ein US-amerikanischer Schauspieler.

## Leben und Karriere

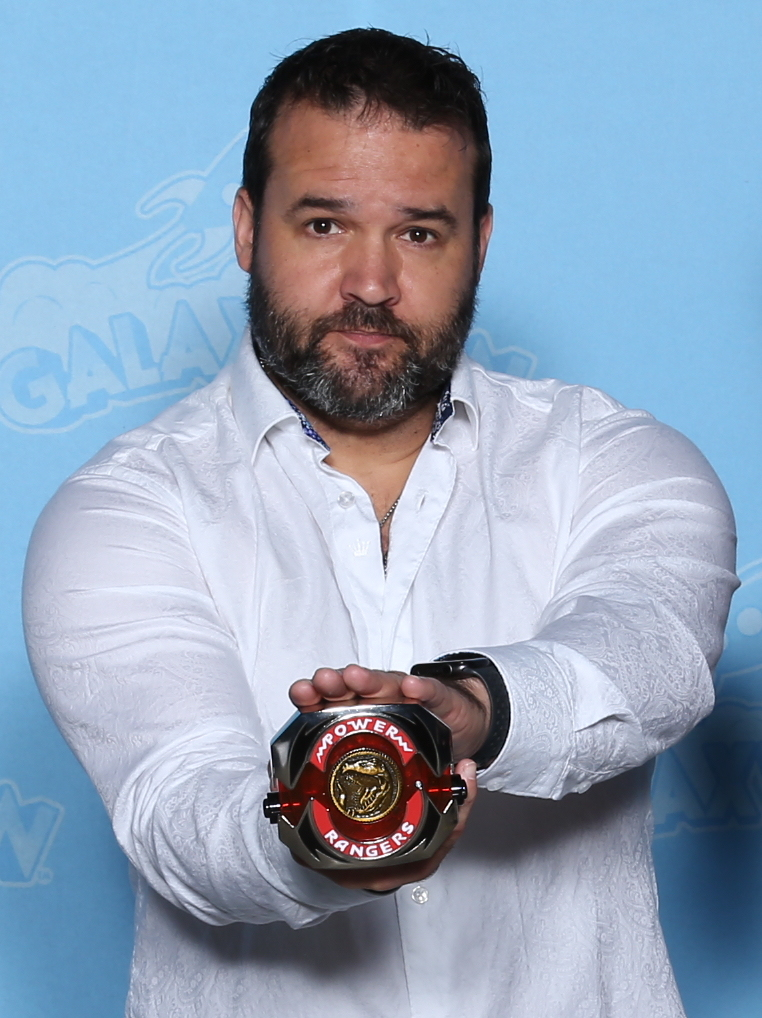
Austin St. John auf der GalaxyCon Richmond 2019

Jason Geiger wurde 1974 in Roswell geboren. Er hat einen Bruder. Er besuchte die Sunny Hills High School in Fullerton, Kalifornien. Da die Produktionsfirma Bedenken aufgrund seines Namens hatte, trat er fortan unter den Namen Austin St. John auf. „Austin“ ist eine Anlehnung an die Hauptrolle von Lee Majors aus der Fernsehserie Der Sechs-Millionen-Dollar-Mann und „St. John“ wurde von einem Co-Writer vorgeschlagen.
Im Jahr 1993 erhielt St. John die Rolle des Jason Lee Scott (Roter Ranger) in der Fernsehserie Mighty Morphin Power Rangers. Diese Rolle spielte er bis 1994 bis zu seinem Ausstieg in der zweiten Staffel und abschließend 1999 in der letzten Folge. In der vierten Staffel kehrte er zur Serie zurück, die unter dem Titel Power Rangers Zeo ausgestrahlt wurde. Dort verkörperte er den „Goldenen Ranger“.
Im Kurzfilm The Order von 2016 hat er neben weiteren ehemaligen Darstellern, die als Power Ranger zu sehen waren, mitgewirkt. Ein Trailer dazu wurde am 22. Mai 2016 auf YouTube veröffentlicht. Neben St. John waren noch Catherine Sutherland (2. Pinker Ranger), David Yost (Blauer Ranger), Steve Cardenas (2. Roter Ranger), Walter Jones (1. Schwarzer Ranger), Karan Ashley (2. Gelber Ranger) und Paul Schrier (Bulk) zu sehen.

## Filmografie (Auswahl)
- 1993–1994;1999 Mighty Morphin Power Rangers (Fernsehserie, 82 Episoden)
- 1996: Power Rangers Zeo (Fernsehserie, 18 Episoden)
- 1997: Turbo: Der Power Rangers Film (Turbo: The Power Ranger Movie)
- 1998: Bedrohliche Begierde (Exposé)
- 2003: Footsteps – Die Nacht kennt den Mörder (Footsteps)
- 2009: Steps Toward the Sun (Kurzfilm)
- 2016: The Order (Kurzfilm)